# Horní Moesie

Provincie Horní Moesie roku 125

Horní Moesie, latinsky Moesia Superior, byla provincií Římské říše. Existovala od roku 86 až do Diokleciánových reforem na konci 3. století. Hlavním městem Horní Moesie byl Naissos (dnešní Niš v Srbsku). Dalšími důležitými městy byly Singidunum (Bělehrad), Viminacium (Kostolac), Remesiana (Bela Palanka) nebo Scupi (Skopje). Provincie byla císařskou.
Provincii vytvořil v roce 86 císař Domitianus rozdělením provincie Moesia na Horní Moesii a Dolní Moesii (Moesia Inferior). Hranice mezi nově vytvořenými provinciemi byla stanovena na řece Cibrica (latinsky Ciabrus). Od proudu řeky byl odvozen také název provincie - slovem "horní" v jejím názvu je míněno "na horním toku Cibrice", která teče z pohoří Stara Planina severovýchodním směrem k Dunaji. Horní Moesie se rozkládala na území dnešních států Srbsko, Kosovo, Albánie, Severní Makedonie a Bulharsko (jeho dnešní severozápadní cíp kolem Vidinu, jenž nesl tehdy název Bononia). Ve 2. polovině 3. století byla Moesia Superior císařem Aurelianem okleštěna ve prospěch nově vytvořené provincie Dacia Aureliana, kam byla evakuována část dáckého obyvatelstva poté, co římská armáda opustila značnou část dáckého území (okolo roku 271) kvůli germánskému tlaku. Vznikla tak provincie oddělující Horní a Dolní Moesii s hlavním městem Serdicou (Sofií). Horní Moesie se poté stala provincií hraniční, zranitelnou vůči útokům ze severu a východu, zejména zde se nyní nacházejících Ostrogótů a Gepidů. Po roce 238 byla provincie často napadána i Dáky, Karpy a Góty. Někdy kolem roku 272 se v moesijském městě Naissos narodil budoucí císař Konstantin I. V roce 285 byla provincie svědkem rozhodujících střetní občanské války mezi císařem Carinem a Diokleciánem. V bitvě u Margumu (dnešní Požarevac) padl Carinus, což Diokleciánovi otevřelo cestu k vládě nad celou říší. Okolo roku 293 byla v rámci Diokleciánových reforem Horní Moesie rozdělena na Moesii Prima, s městy Viminacium a Singidunum, a Dardanii, s městy Scupi a Ulpiana. (V té době byla rozdělena i Moesia Inferior na Moesia Secunda a Scythia Minor a stejně tak Dacia Aureliana na Dacia Ripensis a Dacia Mediterranea).
Gótové, těžce zkoušeni Huny, překročili za vlády Valense znovu Dunaj (376) a s císařovým svolením se usadil v Moesii Prima. S císařem se ale brzy dostali do sporů a porazili ho, vedeni Fritigernem, ve velké bitvě u Adrianopole. Tito Gotové jsou známí také jako Moeso-Gótové. Právě pro ně Wulfila vytvořil gótský překlad Bible. Po rozdělení Římské říše v roce 395 se Moesia Prima ocitla na východní hranici Východořímské (Byzantské) říše. Zpočátku se Byzantincům nedařilo území kontrolovat, ale v roce 510 se k Dunaji probojoval císař Justinián I. a nechal opravit některá stará moesijská sídla jako Viminacium a Singidunum. Oblast Byzanc ztratila v 7. století nejprve na úkor Avarů a později Protobulharů přicházejících ze Starého Velkého Bulharska. Poslední území bývalé Horní Moesie ztratili Byzantinci během 8. století na úkor První bulharské říše.